# Custódio Manuel da Silva Guimarães
Custódio Manuel da Silva Guimarães (Aracati, 6 de maio de 1813 — Rio de Janeiro, 29 de agosto de 1887) foi bacharel em Direito e magistrado brasileiro. Foi ministro do Supremo Tribunal de Justiça, órgão máximo do Poder Judiciário no Brasil Império.

## Biografia
Nasceu na então vila de Aracati, na capitania do Ceará, filho de José da Silva Guimarães e de Joaquina da Costa Barros. Formou-se em Ciências Jurídicas e Sociais pela Faculdade de Direito de Olinda, em 1834, na mesma turma que Antônio José Machado, André Bastos de Oliveira, Clemente Francisco da Silva e José Pereira da Graça.
Em decreto de 17 de julho de 1839, foi nomeado juiz de direito do cível da comarca do Limoeiro, cargo que exerceu por sete anos, sendo removido para a comarca de Rio Formoso, em Pernambuco, por decreto de 18 de julho de 1846, e para a primeira vara cível daquele estado, em 14 de abril de 1849.
Em 2 de novembro de 1855, foi nomeado desembargador da Relação do Maranhão, sendo removido para a de Pernambuco, em decreto de 29 de novembro do ano seguinte. Aí permaneceu por dezenove anos até ser nomeado, em decreto de 11 de dezembro de 1875, ministro do Supremo Tribunal de Justiça, preenchendo a vaga aberta com o falecimento de José Mariani; tomou posse em 5 de fevereiro de 1876.
Casou-se duas vezes, sendo sua primeira esposa Ana Santiago Guimarães, e a segunda, Ana Mendonça Guimarães.
Foi aposentado por decreto de 27 de novembro de 1886, vindo a falecer menos de um ano depois. Seu corpo foi sepultado no Cemitério São João Batista, no Rio de Janeiro. Foi substituído por Olegário Herculano de Aquino e Castro.